# 共格
共格（英語：Comitative case，缩写： COM），又称伴随格、随同格，是一种语法格，表示伴随:17–23。
印欧语系当中常用工具格表示共格语义；而斯拉夫语族则常用前置词来表示，汉语的“和”“与”连动结构、英语的 with 介词等实质上也可以表示共格语义。

## 核心语义
共格会为某一事件中的两个参与者编码一种伴随关系（Accompaniment），其中这两个参与者分别为伴随者（Accompanier）和伴随对象（Accompanee），而且往往还会有联系词（Relator）去显著标记伴随者:602；这个联系词可以属于多种词汇范畴，但最常见的还是介词或词缀形态:17–18。如下面的意大利语例句：
Il
ART.M
professore
教授
entra
进入.3SG
nell'aula
演讲厅
con
一同
i suoi
他的
studenti.
学生.PL
「教授和学生們一同进入演讲厅。」:602
有些语言的共格还会对有生性有所要求，即要求伴随者和伴随对象皆为有生或皆为无生，或者伴随者有生而伴随对象无生；但大多数语言都没有这样的限制。:603–604

## 区分
共格与其他一些格也很相似，如工具格或关联格。

### 共格与工具格
工具格会关联三个参与者，即施事、工具和受事:593。施事会利用工具改变受事的状态，且有些语言的工具格和共格在形态或句法上一致，所以两种格难以区分。如英语里面，介词 with 既可以表示共格语义，也可以表示工具格语义。
俄语也有同样的情况，但它用一种复合手段来区分共格和工具格：
Я
Ya
我
пойду
poydu
走
в
v
進
кино
kino
电影院
с
s
和
мамой
mamoy
妈妈.COM
「我和妈妈一起去电影院。」
Я
Ya
我
нарезал
narezal
切
хлеб
khleb
面包
этим
etim
这.INSTR
ножом
nozhom
刀.INSTR
我用这把刀切面包。
俄语会将伴随对象降为工具格，并在前加介词  (s)，这个介词不会有工具格变化；而工具同样为工具格，它前面不会有介词。

### 共格与附格
有时候共格也会与附格混淆，因为早期常用“附格”来指代“伴随者-伴随对象”这一语义关系，至今仍存在这种用法。附格的语义关系是“X 以及与 X 相关的集合”，在这里“伴随者-伴随对象”的语义关系并不明显，如匈牙利语。:605

## 表达手法

### 形态手法
共格属于语法格，依赖词缀等屈折变化，如词缀，其中后缀是最常见的。利用词缀表达共格语义的语言有匈牙利语（后缀）、托托纳克语（前缀）、楚科奇语（环缀）等。:602
- 匈牙利语：

ruhá-stul
衣服-COM
és
和
cipő-stül
鞋子-COM
feküd-t-em
躺-PASS-INDEF.1SG
az
ART
ágy-ban
床-INE
「我穿着衣服和鞋子直接躺床上了。」
匈牙利语利用后缀表示共格。不过匈牙利语的共格后缀不能加到复数伴随对象上去。
- 楚科奇语：

а'ачек
a'achek
男孩
ңытоскычат-гьэ
ngytoskychat-g'e
跑出-PERF
га-мэлгар-ма
ga-melgar-ma
COM.PRED-枪-COM.PRED
「男孩拿着枪跑了出来。」
楚科奇语利用环缀  (ga-ma) 表示共格，附着于词根  (melgar)“枪”上。

### 句法手法
但共格语义也常用介词等句法手段来表达，英语和法语即属于此类。:603如法语使用介词 avec：
avec
COM
sa
POSS
mère
妈妈
「和他的妈妈」:605
共格语义也可以通过助动词来表达，如拉脱维亚语。:603此外，连动结构也可以表达共格语义，典型如汉语。:603